# Бабу, Ипполит
Ипполит Бабу́ (фр. Hippolyte Babou; 24 февраля 1823, Перьяк-Минервуа регион Лангедок — Руссильон — 21 октября 1878, Париж) — французский писатель, публицист и литературный критик.
Строгий критик, исполненный остроумия и сатиры, И. Бабу был сотрудником многих журналов, в том числе, Revue contemporaine, l’Athénaeum français и la Revue de Paris. Печатался под псевдонимами Camille Lorrain и Jean-Sans-Peur.
И. Бабу принадлежит название сборника стихотворений «Цветы зла» французского поэта-символиста Шарля Бодлера, выходившего с 1857 по 1868 годы. 
В 1860 г. издал собрание напечатанных им статей: «Lettres satiriques et cntiques» (1860); «Les Amoureux de M-me de Sévigné et les femmes vertueuses du grand siècle» (1862); «Les sensations d’un juré» (1875); «l’Homme а la lanterne» (1868) и др.

## Избранные произведения
- Les Ephémérides de Molière, 1844
- La Vérité sur le cas de M. Champfleury, 1857
- Les Payens innocents, 1858
- Lettres satiriques et critiques, 1860
- Les Amoureux de Madame de Sévigné. Les femmes vertueuses du grand siècle, 1862
- L’Homme à la lanterne, par Jean-sans-Peur, 1868
- Montpensier, roi d’Espagne, 1868
- Les Sensations d’un juré : vingt figures contemporaines, 1875
- Les Prisonniers du Deux-décembre, mes émotions, mes souvenirs, par Hippolyte Babou, 1876